# Elvis Presley
Elvis Aaron Presley (Tupelo, Mississippi, 1935. január 8. – Memphis, Tennessee, 1977. augusztus 16.) többszörös Grammy-díjas amerikai énekes, zenész és színész. Mint kulturális ikon, Elvis, a Rock 'n' Roll királya, akit gyakran csak a Királynak neveznek. A világ egyik leghíresebb énekese mind a mai napig. Tizennégyszer jelölték Grammy-díjra, ebből hármat meg is nyert. Emellett 1971-ben a Grammy Életműdíjat is neki ítélték.
Karrierje 1954-ben kezdődött, amikor a Sun Recordsszal dolgozott. Ő volt a rockabilly egyik legelső énekese, mely a gyors tempójú country, és a rhythm and blues keveréke. Később a RCA Records adta ki dalait és első kislemeze, a Heartbreak Hotel 1956-ban jelent meg, hatalmas sikert aratva. Ezt további slágerek, sőt filmes szerepek követték. 1958-ban katonai szolgálatot teljesített és emiatt átmenetileg felhagyott a zenei karrierrel.
Visszatérése a hatvanas években felemásra sikerült, ugyanis javarészt filmszínészként foglalkoztatták, azonban filmjeit és a hozzájuk tartozó filmzenei albumokat néhány kivétellel a kritikusok nem értékelték túl pozitívan. 1968-ban végül visszatért a zenei színpadra, és hét év kihagyás után ott folytatta, ahol abbahagyta. 1973-ban az ő koncertjét közvetítették először műholdon keresztül. Élete vége felé gyógyszerfüggőségtől szenvedett, amely megviselte szervezetét. Negyvenkét éves korában, 1977-ben hunyt el. Magyar vonatkozás, hogy 2011-ben a Fővárosi Önkormányzat Budapest díszpolgárává avatta az 1956-os forradalom melletti kiállásáért.
1979-ben készült el John Carpenter rendezésében, Kurt Russell főszereplésével az Elvis című tévéfilm. 2022-ben újabb játékfilmet készítettek róla, ugyancsak Elvis címmel.

## Gyermekkora
Elvis Presley a Mississippi állambeli Tupelóban született 1935. január 8-án, Gladys Love Smith (1912–1958) és Vernon Elvis Presley (1916–1979) gyermekeként. Többek között skót, ír, francia – normann, és zsidó gyökerekkel rendelkezik. Születésekor ikertestvére, Jessie Garon halva született. A Presley család nagy szegénységben élt, sem a villany, sem a víz nem volt hozzájuk bekötve. Gyerekkorában szülei átköltöztek a Tennessee állambeli Memphisbe. Protestáns szülei vasárnaponként gyakran jártak templomba, ahol az ottani gospel kórus nagy hatással volt a fiatal Elvisre. A család itt is nehéz körülmények között élt. Tizenegy éves korában kapta első gitárját, melyen hamarosan megtanult játszani. Tinédzserkorában kezdte el hordani jellegzetes hajviseletét, amiért kezdetben az iskolában kinevették, olykor meg is verték. Zenét sohasem tanult, az iskolai órákon kívül és énektanárhoz sem járt sohasem. Tehetségét kizárólag a rádióban illetve lemezekről hallgatott zeneszámokra alapozta, főként blues, rhythm and blues dalokra koncentrálva. Szintén ekkor festette haját feketére (ugyanis eredeti hajszíne szőkésbarna volt).

## Az 1950-es évek

### Az első sikerek
Karrierje 1954-től kezdett felívelni, amikor a Sun Records tulajdonosa, Sam Philips az afroamerikaiak zenéjét szerette volna népszerűsíteni, és Elvisben megtalálta az erre a célra kitűnően megfelelő előadót. Elvis eredetileg azért ment a stúdióba hogy édesanyjának rögzítsen egy dalt, és hogy felkeltse Philips érdeklődését, amely idővel sikerült is neki, bár eleinte nem ment könnyen a felvétel, hiszen Elvis nagyon izgult. Majd az egyik szünetben elkezdte játszani kissé más stílusban Arthur Crudup blues énekes That’s All Right (Mama) című eredetileg blues dalát. Ez Philips-nek megtetszett és felvették, majd – mivel egy kislemeznek 2 oldala volt – a B oldalra is egyet, ez volt a Blue Moon of Kentucky. A kislemezt 1954-ben sietve kiadták (helyi kiadó lévén csak Memphisben) és nagy siker lett, az első napokban több ezer példányban fogyott. Énekstílusa alapján sokan eleinte azt hitték, hogy Elvis fekete bőrű. Hivatalosan is ezt tartják a rock and roll születésnapjának. Elvis volt a rockabilly egyik legelső énekese, a gyors tempójú country és rhythm and blues keverékéé.

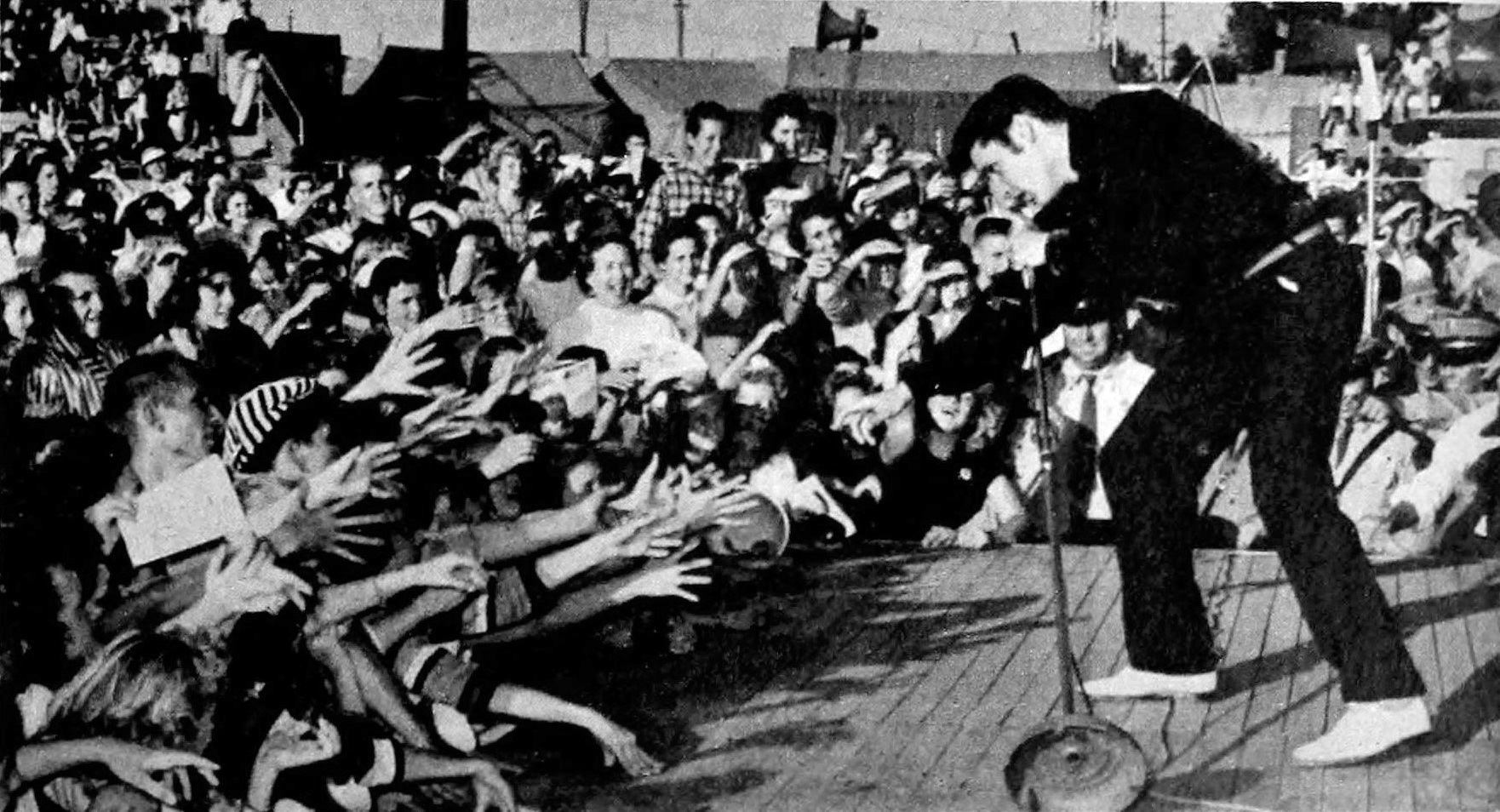
Elvis Presley 1956. szeptember 26-i fellépése során a Mississippi-Alabama Vásártéren a Mississippi állambeli Tupelóban

Hamarosan megismerkedett Tom Parker ezredessel, aki a menedzsere lett és maradt éveken keresztül, és ekkortól az RCA records adta ki dalait. Első egész országban megjelenő kislemeze, a „Heartbreak Hotel” 1956-ban jelent meg. Ez a lemez elsöprő sikert aratott és meghozta Elvisnek a népszerűséget. Az embereknek rendkívül tetszett zenéje, mellyel egy új műfajt teremtett: a rock and rollt. – Elvis az 1956-os forradalom idején kiállt a magyarok mellett: 1957 januárjában egy televíziós műsorban a „Béke a völgyben” (Peace In The Valley) című dal éneklésekor műsorvezetőjével arra kérte a nézőket, adakozzanak a nehéz helyzetbe került magyaroknak, és küldjenek nekik csomagokat.

### Katonaság

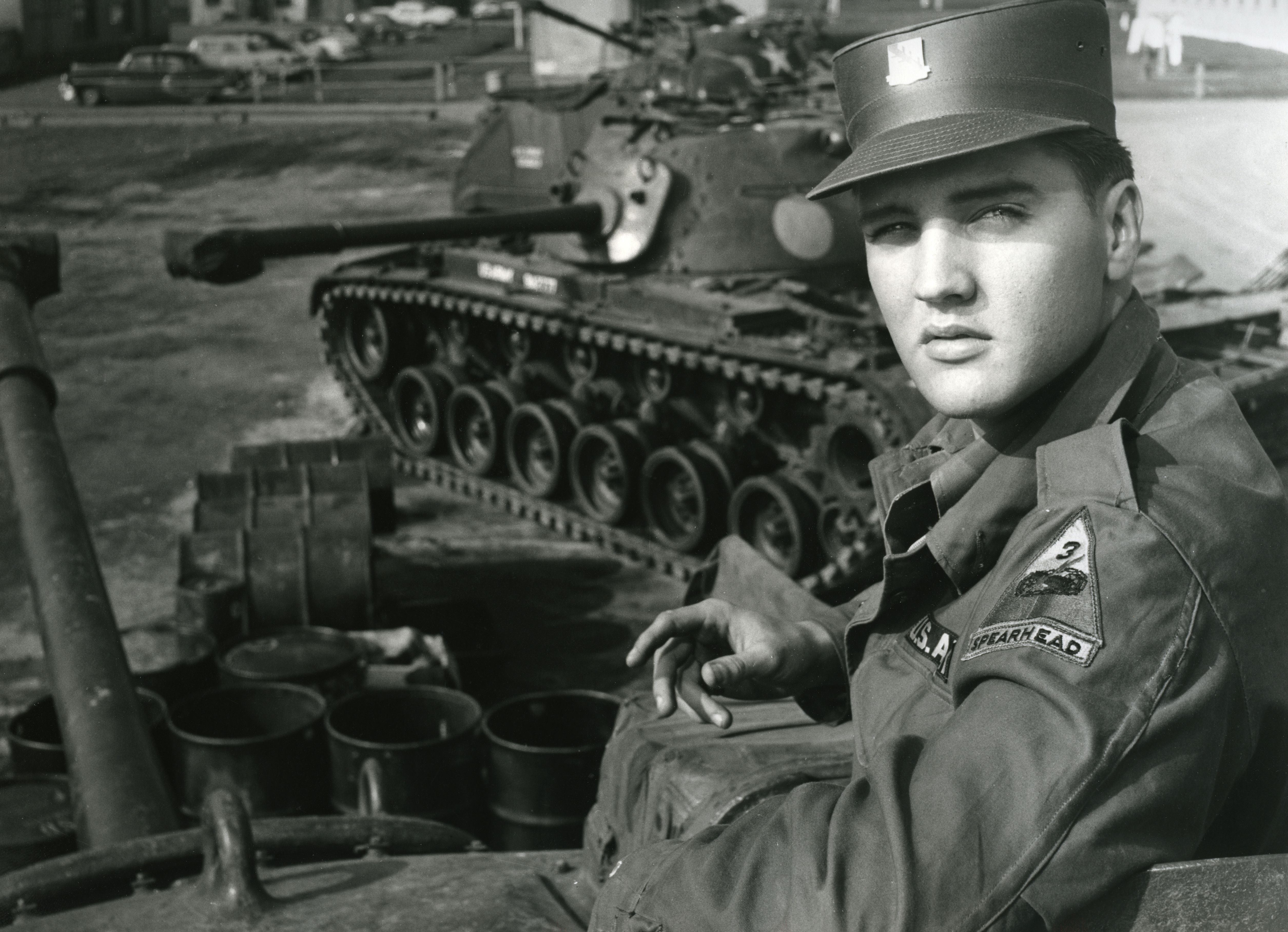
Elvis Nyugat-Németországban töltötte katonai szolgálatát

Anyja 1958-ban hunyt el szívbetegségben. Ugyanebben az évben Elvist behívták katonának a németországi Friedbergbe, itt megismerkedett az ezredes mostohalányával, a nála tíz évvel fiatalabb Priscilla Ann Beaulieu-vel. Katonai szolgálata alatt nem adott ki új lemezeket, de a lemezkiadónak volt elég anyaga ahhoz, hogy fennmaradjon az érdeklődés iránta.

## Az 1960-as évek

### A filmes karrier időszaka
1960-ban leszerelt. Priscillának hat évig udvarolt, majd 1967-ben feleségül vette. Az esküvő után kilenc hónappal megszületett egyetlen lánya, Lisa Marie Presley 1968. február 1-jén. Leszerelése után az 1960-as évek elején több filmben is szerepelt, amelyek, mint például a Blue Hawaii, vagy a G.I. Blues nagy sikerek voltak, és a hozzájuk tartozó filmzenei albumok is No.1. helyezést értek el az Egyesült Államokban. Több – ma már védjegyévé vált – dala is ekkor keletkezett, mint a Can't Help Falling In Love, Are You Lonesome To-night?, vagy az It's Now or Never. Még 1961-ben elkészítette a His Hand in Mine című első gospelalbumát. 1963-tól azonban filmjei ellaposodtak és a listákról is lejjebb csúszott. (Egyik ekkor kiadott filmzenei albuma csak 82. lett a Billboard listáján, ekkor nagyrészt csak filmzenei albumokat adott ki). Ezt nagyrészt három tényező okozta: a Beatles 1963-as feltűnése, és a Beatlemánia; az hogy egyáltalán nem koncertezett; illetve hogy filmjei sablonosak, unalmasak lettek. Ez a 3 dolog együtt majdnem derékba törte karrierjét. Ekkortól filmjeit és a hozzájuk tartozó filmzenei albumokat a kritikusok nem értékelték túl pozitívan. Összesen 33 filmet készítettek az ő szereplésével, ebből 2 koncert-dokumentumfilm volt. 1967-ben, a Clambake című filmjének szánt dalok felvételei mellett, felvettek jó néhány gospel számot. Ezekből a felvételekből készült, a még ugyanazon évben kiadott How Great Thou Art című második gospelalbum. Ezért az albumért kapta első Grammy-díját.

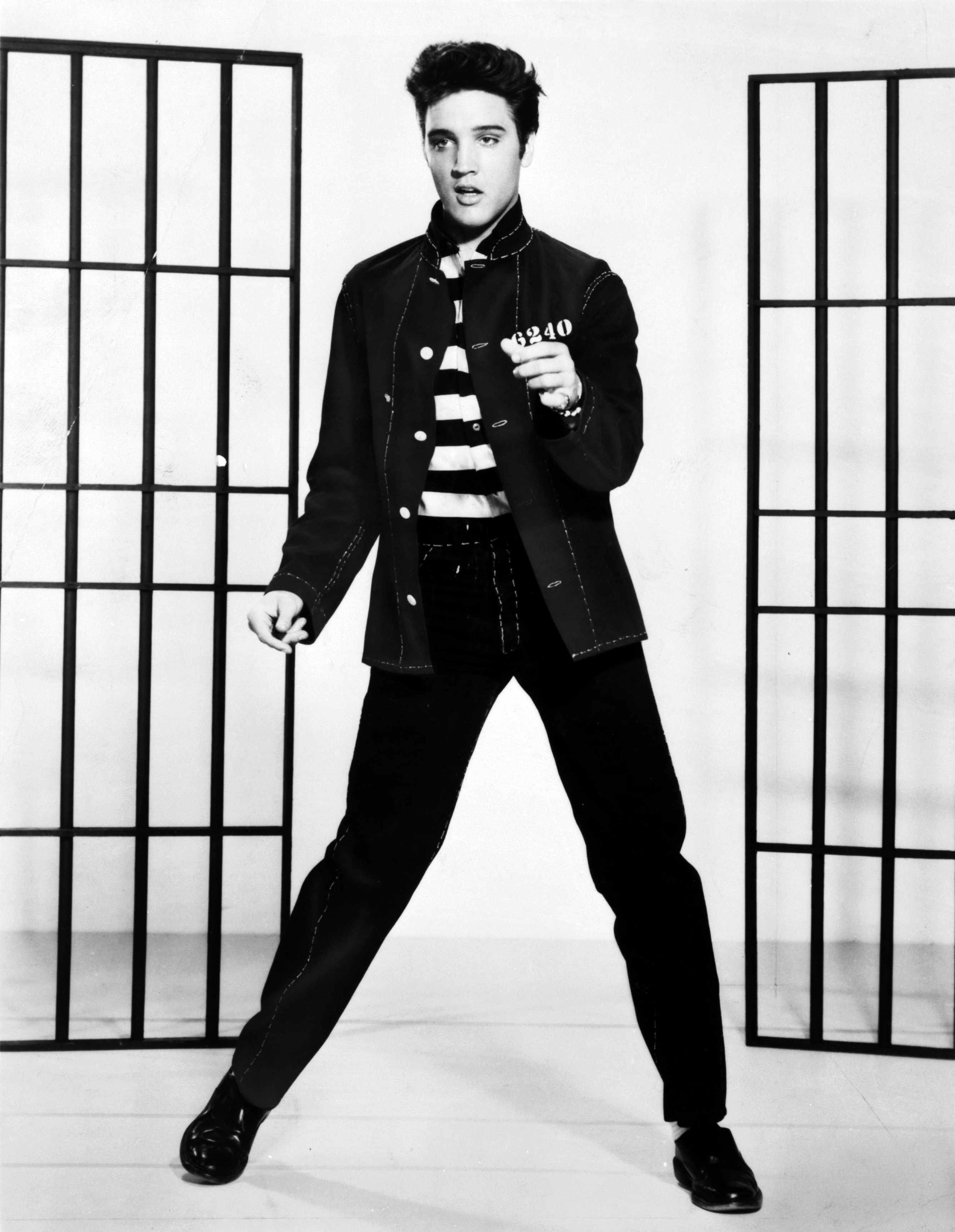
Elvis Presley az 1957-es Börtönrock című filmben.

### Visszatérés a koncertekhez
Mivel filmjei nem voltak olyan sikeresek, mint azt szerette volna, ezért 1968-ban visszatért a zenei színpadra. Hét év kihagyás után ott folytatta, ahol korábban abbahagyta. Visszatérése több dolog miatt is nagyon sikeres volt: a Brit Invázió (Beatles stb.) ekkorra nagyrészt véget ért, és ez vezetett (főként az Egyesült Államokban) egy Rock 'N Roll nosztalgiahullámhoz. Ezt segítették az ekkor Rock 'N Roll műfajban feltűnő előadók, zenekarok (pl. az egyik legnépszerűbb, a Creedence Clearwater Revival, akiktől Elvis is sok dalt feldolgozott). 1969-től aktív koncertezésbe kezdett, és haláláig több mint 1000 koncertet adott, az utolsót halála előtt hét héttel.

## Az 1970-es évek

### A sikerek csúcsán
1969-es visszatérése után sikerei és rajongótábora az évtized elején érte el csúcsát. Ez az időszak körülbelül 1974-ig tartott. 1970. augusztusi Las Vegas-i (International Hotel-beli) élőadását az MGM filmre vette, majd novemberben mutatták be That's The Way It Is címmel. A cím magyarul annyit jelent: Ahogyan lenni szokott. Ezzel arra utaltak, hogy Elvis visszatérése sikeres volt. Ez valóban így volt, bár Elvis már több mint egy évvel korábban visszatért. 1971-ben megkapta a Grammy életműdíját. 1972-ben kiadta harmadik (és utolsó) gospel albumát, a He Touched Me-t. Ezért kapta meg második Grammy-díját. Nem sokkal ezután egy 15 állomásos turnéra indult, amelyen néhány koncertet (Richmond, Buffalo, Greensboro, Hampton Roads) felvettek. Ezekből az anyagokból készült az év végén mozikban is vetített Elvis on Tour koncertfilm. A film Golden Globe díjat kapott a legjobb dokumentumfilm kategóriában. A film bemutatása után, Augusztus 1-jén megjelent kislemezen a filmben is szereplő Burning Love c. dal. Rendkívül sikeres volt, és Elvis egyik legismertebb száma lett. Amerikában a Billboard Hot 100 listán második lett (ez volt az utolsó Top 10-es száma az országban), az angol kislemezlistán pedig első helyezést ért el. Az év végén jelentették be hogy az eredetileg az év végére tervezett műholdas showt a következő év elején, Hawaii-on fogják tartani, a címe pedig Aloha From Hawaii lesz. Két nappal az ugyanott megtartott főpróba után, 1973. január 14-én több mint egymilliárd ember látta Elvist élőben, a világ minden táján (ez a Föld akkori népességének több mint negyede). Így hivatalosan is első volt abban, hogy az ő koncertjét közvetítették először műholdon keresztül.

### Egészségkárosodása és halála

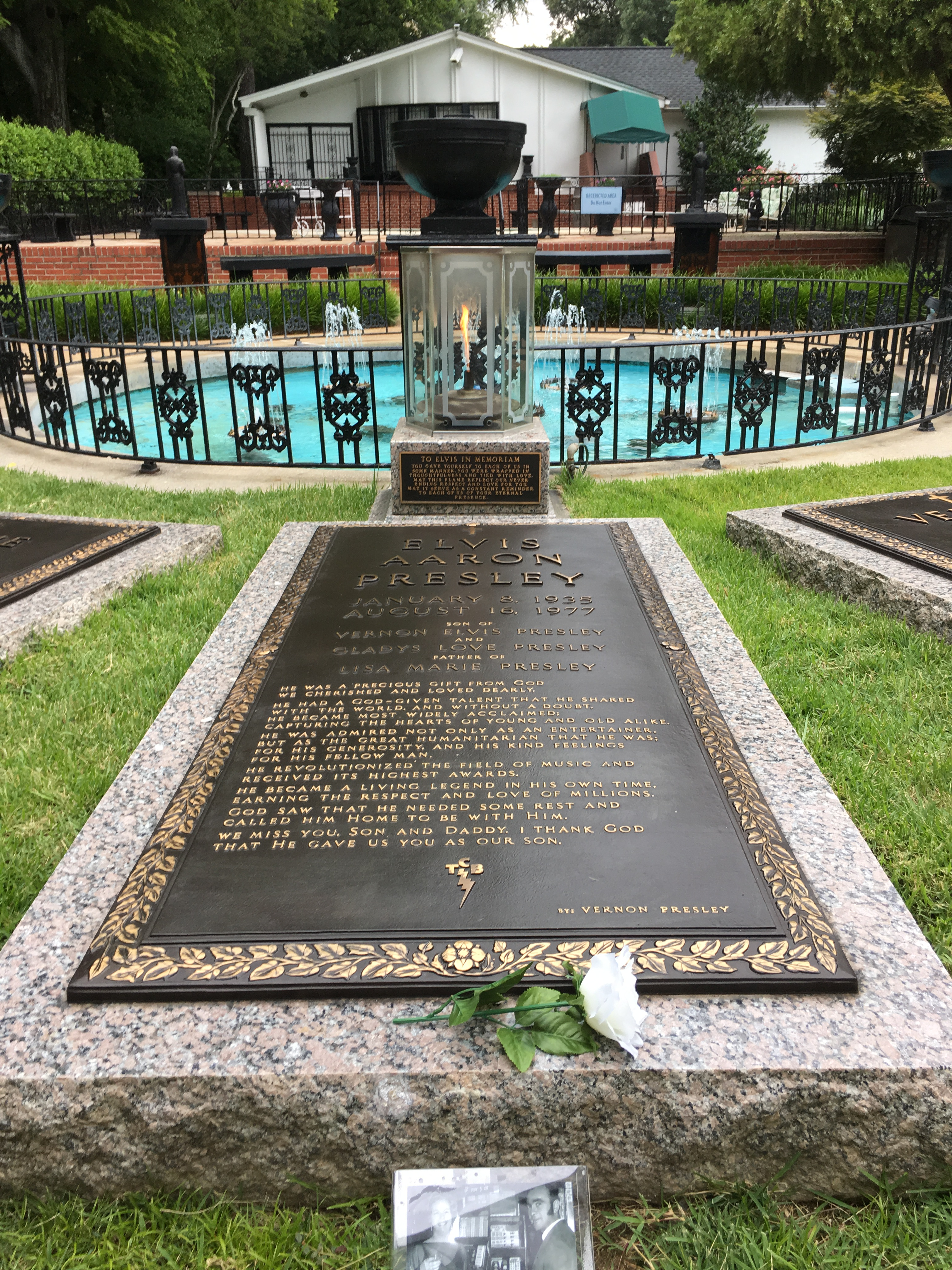
Elvis Presley sírköve Gracelandben

1973. október 9-én Elvis elvált. Priscillával már 1972 februárja óta nem éltek együtt. Egészségi, és fizikai állapotában 1974 végén kezdődött el a romlás, amely azonban csak néhány év elteltével éreztette hatását, és 1977-ben érte el tetőpontját. 1973-ban kétszer is túladagolta magát barbiturát-származékokkal, és Demerol-függőségtől is szenvedett. Ennek ellenére 1974-ben is intenzíven turnézott, bár fellépéseit egyre nehezebben bírta végigcsinálni. 1976-ban apja költségcsökkentésre hivatkozva kirúgta Elvis testőreit, a "Memphis Maffiát", az igazi ok azonban valószínűleg az lehetett, hogy kiszivárogtattak némi információt a drogfüggőségéről. Ugyanebben az évben otthagyta akkori barátnőjét, Linda Thompsont, és megismerkedett Ginger Aldennel, akinek kezét barátai szerint halála előtt néhány nappal meg is kérte. Jó néhány új dalt is rögzített ekkoriban, melyek albumokon is megjelentek. Nem arattak átütő sikert, de nagyon népszerűek voltak.
1977-re állapota kétségbeejtővé vált. Önmaga groteszk figurája lett, elhízott, állandóan gyógyszereket szedett, mégis különféle betegségek gyötörték. Élete utolsó koncertjét június 26-án adta, Indianapolisban. Augusztus 1-jén elbocsátott testőrei egy könyvet jelentettek meg, melyben kitálaltak mindenről, Mi történt, Elvis? címmel. Elvis sikertelenül próbálta meg lebeszélni őket a megjelentetésről. Ekkor már számtalan különféle betegségben szenvedett: zöld hályog, magas vérnyomás, vesekárosodás. Ennek ellenére újabb turnét tervezett, csak hogy cáfolja a könyvben leírtakat. Az indulás előtt, augusztus 16-án azonban Ginger Alden eszméletlenül talált rá a fürdőszobában. Azonnal hívták a mentőket, és a memphisi Baptista kórházba szállították. Miután az újraélesztési kísérletek sikertelenek voltak, délután fél 4-kor hivatalosan is megállapították a halál tényét. Temetése két nappal később volt, és óriási részvét övezte. Legalább nyolcvanezren búcsúztak tőle a szertartáson. Halála után kislemezei és albumai a lemezeladási listák élére ugrottak.

## Öröksége
Elvisnek élete során Az Amerikai Egyesült Államokban 17 No.1 száma volt, köztük olyan slágerek mint a Heartbreak Hotel, Don't Be Cruel, All Shook Up, Jailhouse Rock, It's Now or Never, Are You Lonesome To-night?, valamint az utolsó, a Suspicious Minds 1969-ben. Ezek mára mind milliós számban fogytak. Lemezeiből a halála utáni két évben több kelt el, mint egész életében összesen. Jelenleg az eladott lemezek tekintetében a legsikeresebb szólóénekes, több mint egymilliárd eladott lemezzel. Sokan ma is úgy gondolják hogy Elvis nem halt meg, csak megrendezte halálát, hogy nyugodtan élhessen. Mások szerint az Ufók rabolták el, mert akkor (Elvis halálakor) akartak kapcsolatba lépni az emberiséggel, egy 'közvetítőn' keresztül, melyre Elvis volt csak alkalmas. Halála óta sokan vélték látni a világ más-más pontján. Bár halála évében még csak néhány imitátora volt, ma az ő számuk több százezer, és ilyen formában sokak szerint Elvis tovább él. 1977-ben Elvis arcképe volt a világon a második leggyakrabban reprodukált kép, Mickey egér után.

## Elvis és Priscilla

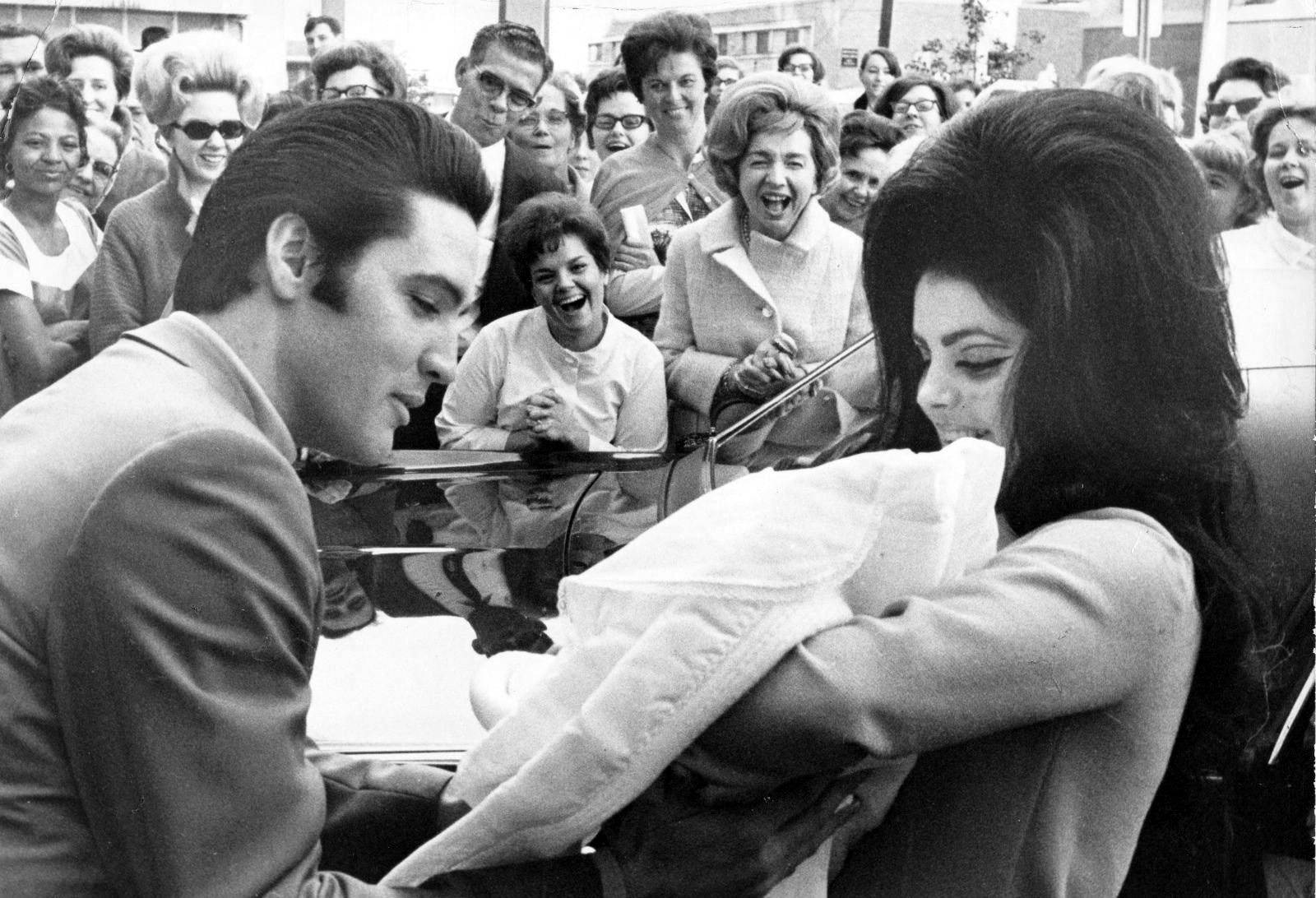
Elvis Presley és Priscilla az újszülött Lisa Marie-vel 1968 februárjában

Elvis először 1959-ben, nyugat-németországi katonáskodása alatt találkozott az akkor 14 éves Priscillával akinek szépsége és félénk személyisége lenyűgözte a sztárt. Attól fogva egyre többet találkoztak. Az ezredes figyelmeztette is Elvist, hogy vigyázzon hiszen Priscilla akkor még kiskorú volt. A lány az 1960-as évek elején többször meglátogatta Elvist, majd 1963-ban, mikor nagykorú lett, Memphis-be költözött. Ekkortól fogva azonban szembesült Elvis rossz oldalával is. A rengeteg nyugtatóval és egyéb tablettákkal. A helyzetet csak rontotta az akkor Amerikát elérő Beatlemánia, és a Brit Invázió, mivel ekkortól Elvis lejjebb csúszott a listákon. Emellett rá kellett jönnie hogy nem ő az egyetlen nő Elvis számára, aki minden forgatásán flörtölt női színészpartnereivel (például Ann-Margret). Elvis végül 1967-ben Las Vegas-ban feleségül vette majd nem sokkal ezután megszületett egyetlen lányuk Lisa-Marie Presley. Ezek után azonban Elvis megszakította Priscillával a testi kapcsolatot. Priscilla nem sokkal később beiratkozott Chuck Norris karateiskolájába (ahová Elvis is járt), és itt ismerkedett meg Mike Stone-nal aki szeretője lett. Viszonyukat 1972-ig titkolták Elvis előtt. Priscilla 1972 februárjában mindent elmondott Elvisnek, majd elköltözött tőle. Valószínűleg Elvist édesanyja halála óta ez az eset viselte meg legjobban. És bár neki is nagy része volt a történtekben, ekkor kezdett egészségi állapota romlani. 1972-ben elváltak, mivel azonban Priscilla keveselte a gyermektartást, 1973. október 9-én magasabb gyermektartás mellett végleg elváltak útjaik, amit Elvis sosem hevert ki. Priscilla nem is akart Elvistől gyermektartást, de Elvis ragaszkodott hozzá. Priscilla 1979 óta Elvis hagyatékának és örökségének ellenőrzője.

## Tom Parker ezredes szerepe

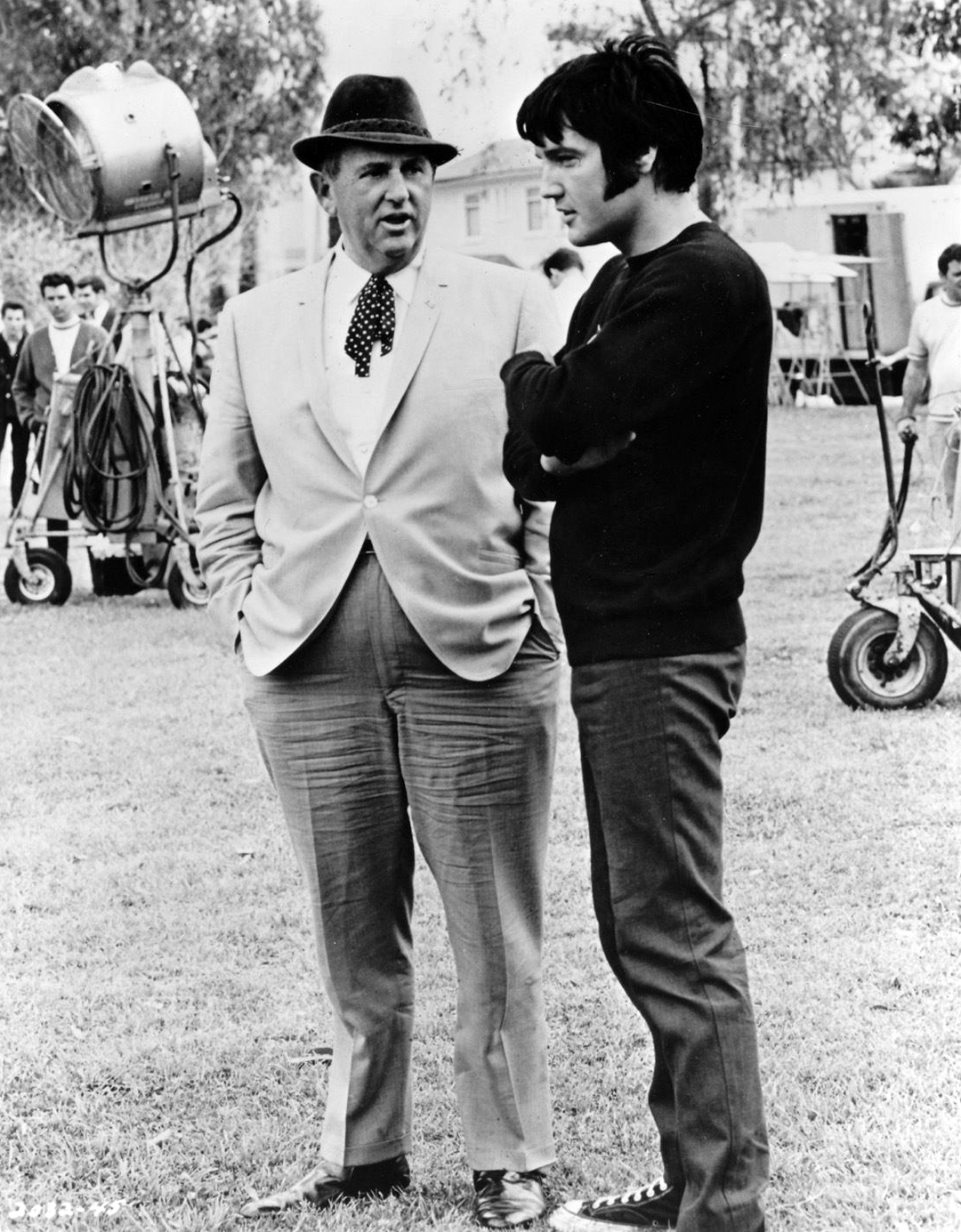
Tom Parker ezredes és Elvis Presley 1969-ben

„Parker ezredes” (1909–1997) Elvis karrierjében betöltött szerepét ma is sok kritika és kérdés övezi. Sosem volt ezredes, még közlegény sem. Hollandiában született Andreas Cornelis (Dries) van Kuijk néven 1909-ben. Vásári kiáltóként tanulta meg a mutatványos szakmát. Húszéves korában illegálisan jutott be az Egyesült Államokba, ahol felvette a „Thomas Andrew Parker” nevet. Mutatványosként és rendezvényszervezőként dolgozott, 1948-ban segítette a Louisiana állam kormányzóságára pályázó Jimmy Davis szenátor választási kampányát. Hálából Davis a louisianai milícia tiszteletbeli ezredesévé nevezte ki, Parker ettől kezdve haláláig használta a (jelző nélküli) „ezredesi” rendfokozatot.[forrás?] 1956-tól Elvis haláláig volt az énekes menedzsere. Kétségtelen, hogy ő juttatta fel a csúcsra, de mindezt csak a saját jóléte miatt. 1977-re a jogdíjak felét ő kapta. Elvis halála után Graceland-be utazott, a felravatalozott Elvis koporsója mellett (kalappal a fején, Hawaii ingben) kijelentette hogy semmi sem változott(!). Ezután a halott Elvis nevében kötött szerződéseket, olyan feltétellel hogy mindkét szerződő fél él(!). Egy másik dolga 1969-ig vezethető vissza. Amikor Elvis 1969-ben Las Vegasban visszatért az aktív koncertezéshez, ami egyébként hatalmas siker volt, ezt dokumentálja a That's The Way It Is dokumentumfilm. Megállapodott az International Hotellel – amely akkor épült, és akkor a világ legnagyobbja volt – és az igazgatójával, Kirk Kerkoriannal, hogy Elvis a jövőben évente kétszer, négy héten keresztül lép fel a szálloda körülbelül 3 ezer fős nagytermében. Cserébe az ezredes a szálloda egy elegáns lakosztályában kapott szállást, és korlátlan hozzáférést a pókerasztalokhoz, játékgépekhez. Gyakorlatilag eladta Elvist a szállodának azért hogy ő jól éljen. Emellett nem engedte Elvist az Államokon kívül turnézni. Talán ez is hozzájárult Elvis elhízásához, önmaga elhanyagolásához. Ugyanis az ezredesnek nem volt amerikai útlevele, mivel annak idején illegálisan érkezett az Államokba. Ha Elvis Amerikán kívül turnézott volna, akkor vagy nem mehetett volna vele – ezt nyilván nem engedhette meg – vagy útlevelet kellett volna igényelnie, de ebben az esetben mint illegális határátlépőt, letartóztatták volna és ezt szintén nem engedhette. Ebben az esetben szintén 'beáldozta' Elvist saját maga érdekében, feláldozta az évszázad legnagyobb ikonját. Gyakorlatilag Elvis életének megrontója volt.[forrás?] Nem lehet tudni, hogy Elvis tudott-e ezekről a dolgokról, és ha igen, miért nem vált meg az ezredestől. Végül is az ezredest 1981-ben bíróság elé állították, és bár nem ítélték el, megfosztották vagyona legnagyobb részétől.[forrás?]

## A Memphis Maffia
Valójában nem volt bűnszövetkezet, a megnevezés Elvis legközelebbi haverjaira vonatkozott, akiket még gyermekkorában ismert meg, és a legjobb barátai voltak.
Fontosabb tagok:
- Red West akit sokszor lehetett Elvis oldalán látni, hiszen testőre is volt; korábban pedig tengerészgyalogos
- Joe Esposito
- Lamar Fike
- Charlie Hodge
- Jerry Schilling

Gyakorlatilag mindenki aki a közelében élt, hiszen Elvis a bizalmába férkőzött legjelentéktelenebb embereket is eltartotta és úgy segítette, hogy akár házat vett nekik. Elvis apja 1976-ban rúgta ki őket, amit persze nehezen viseltek. Egyedül az Elvis kísérőzenekarában is bentlévő Charlie, illetve Joe maradhatott.

## Követői
Többek között Luan Santana, akinek új DVD-jét ő ihlette. Az Elvis korában használt sminkekben jelennek meg a DVD felvételén szereplő fiatal lányok.[forrás?]

## Érdekességek
- Fekete öves (2 danos) karatemester volt. Amikor az 1960-as évek végén újraalkotta színpadi technikáját, nagyban merített a karatéból. A színpadon nem egyszer mutatott be látványos karatemozdulatokat. Az 1970-es évek közepétől felhagyott vele, mivel súlyfeleslege miatt már nem volt rá képes.
- 1961-es Blue Hawaii c. filmjének filmzenealbuma lett '60-as évek második legjobban fogyó albuma. Az első a West Side Story filmzenealbuma volt.
- Elvis kedvenc szendvicse a ma már róla elnevezett „Elvis szendvics” volt, amibe a következő dolgok kerültek: banán, mogyoróvaj és sült szalonna.

## Diszkográfia
Stúdióalbumok
- Elvis Presley (1956)
- Elvis (1956)
- Elvis' Christmas Album (1957)
- Elvis Is Back! (1960)
- His Hand in Mine (1960)
- Something for Everybody (1961)
- Pot Luck (1962)
- How Great Thou Art (1967)
- From Elvis in Memphis (1969)

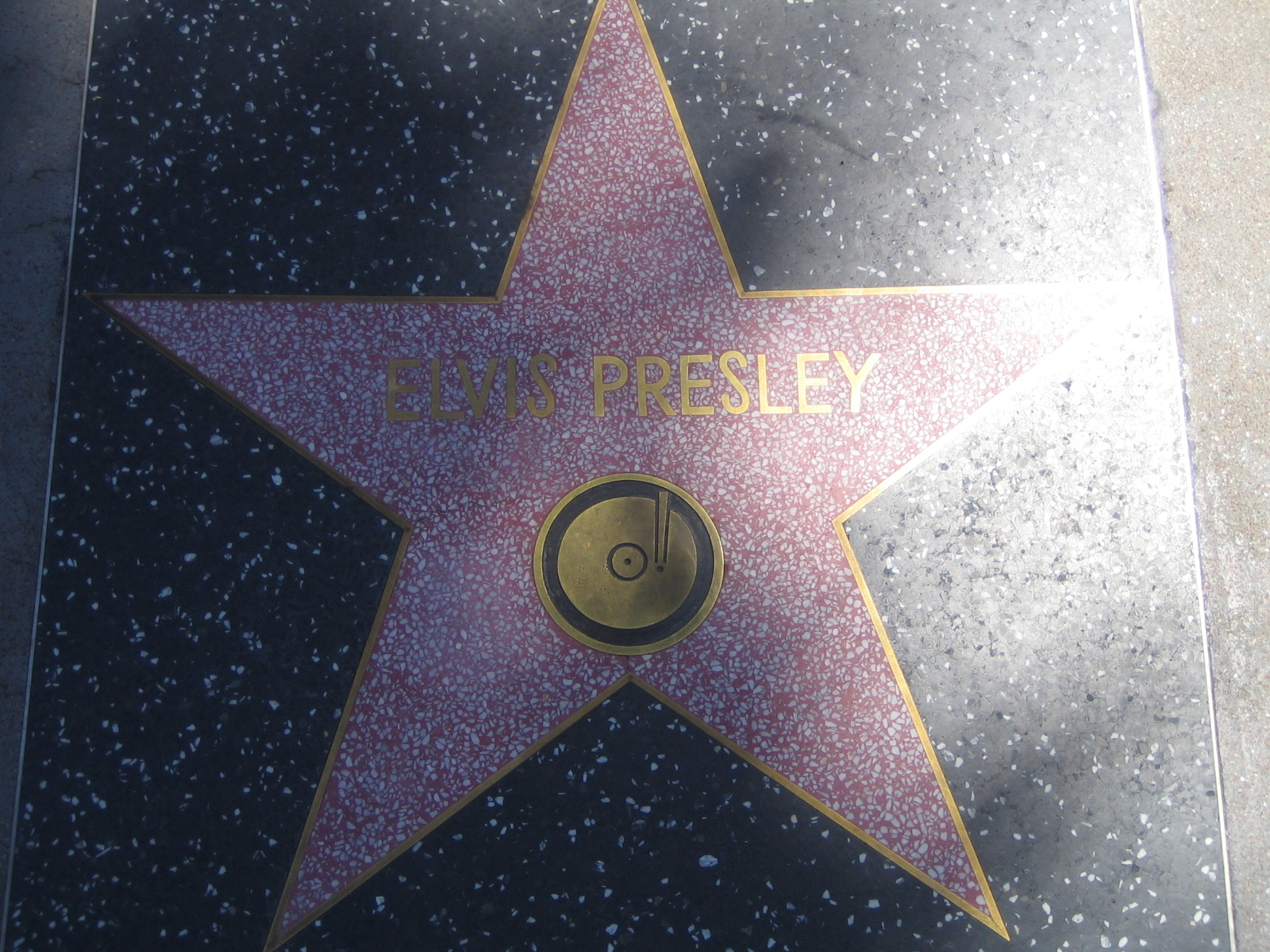
Csillaga a hollywoodi Walk of Fame-en

- From Memphis to Vegas/From Vegas to Memphis (1969)
- Elvis Country (I'm 10,000 Years Old) (1971)
- Love Letters from Elvis (1971)
- Elvis Sings The Wonderful World of Christmas (1971)
- Elvis Now (1972)
- He Touched Me (1972)
- Elvis (1973)
- Raised on Rock (1973)
- Good Times (1974)
- Promised Land (1975)
- Today (1975)
- From Elvis Presley Boulevard, Memphis, Tennessee (1976)
- Moody Blue (1977)

Élő albumok

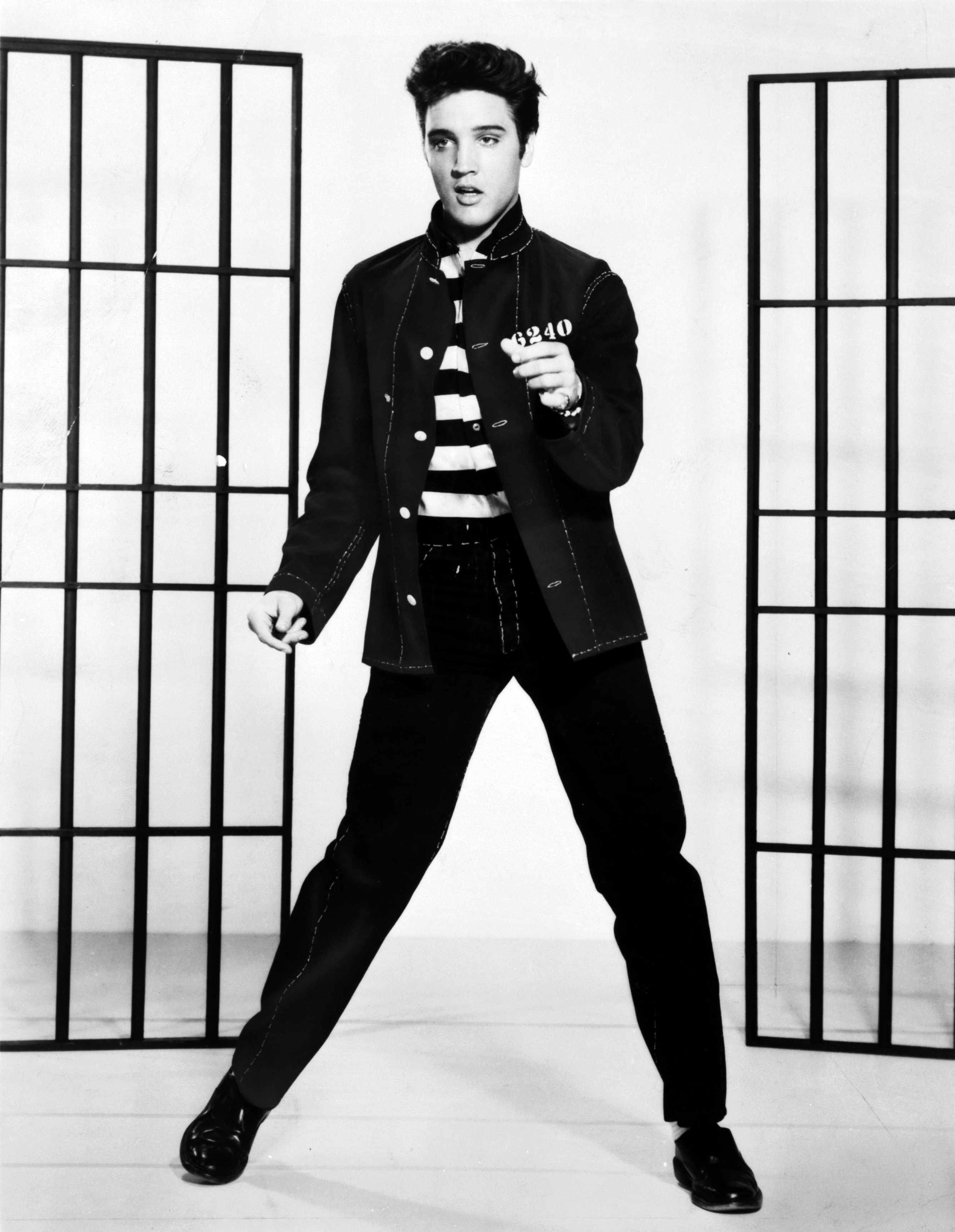
Elvis Presley a Börtönrock című filmben, 1957

- In Person at the International Hotel (1969) (A From Memphis to Vegas/ From Vegas to Memphis duplalemezes album első lemeze)
- On Stage (1970)
- As Recorded At Madison Square Garden (1972)
- Aloha From Hawaii: Via Satellite (1973)
- Recorded Live On Stage In Memphis (1974)
- Elvis In Concert (1977)

## Filmográfia

### Játékfilmek
- 1956 – Love Me Tender
- 1957 – Szívem tiéd (Loving You)

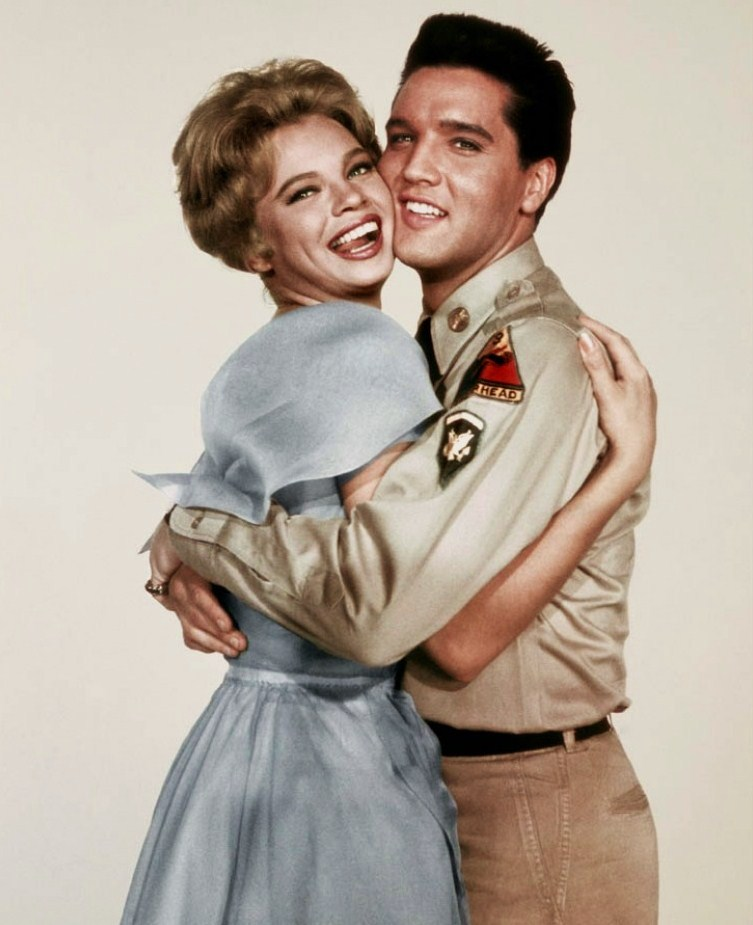
Juliet Prowse és Elvis a Katonabluesban (1960)

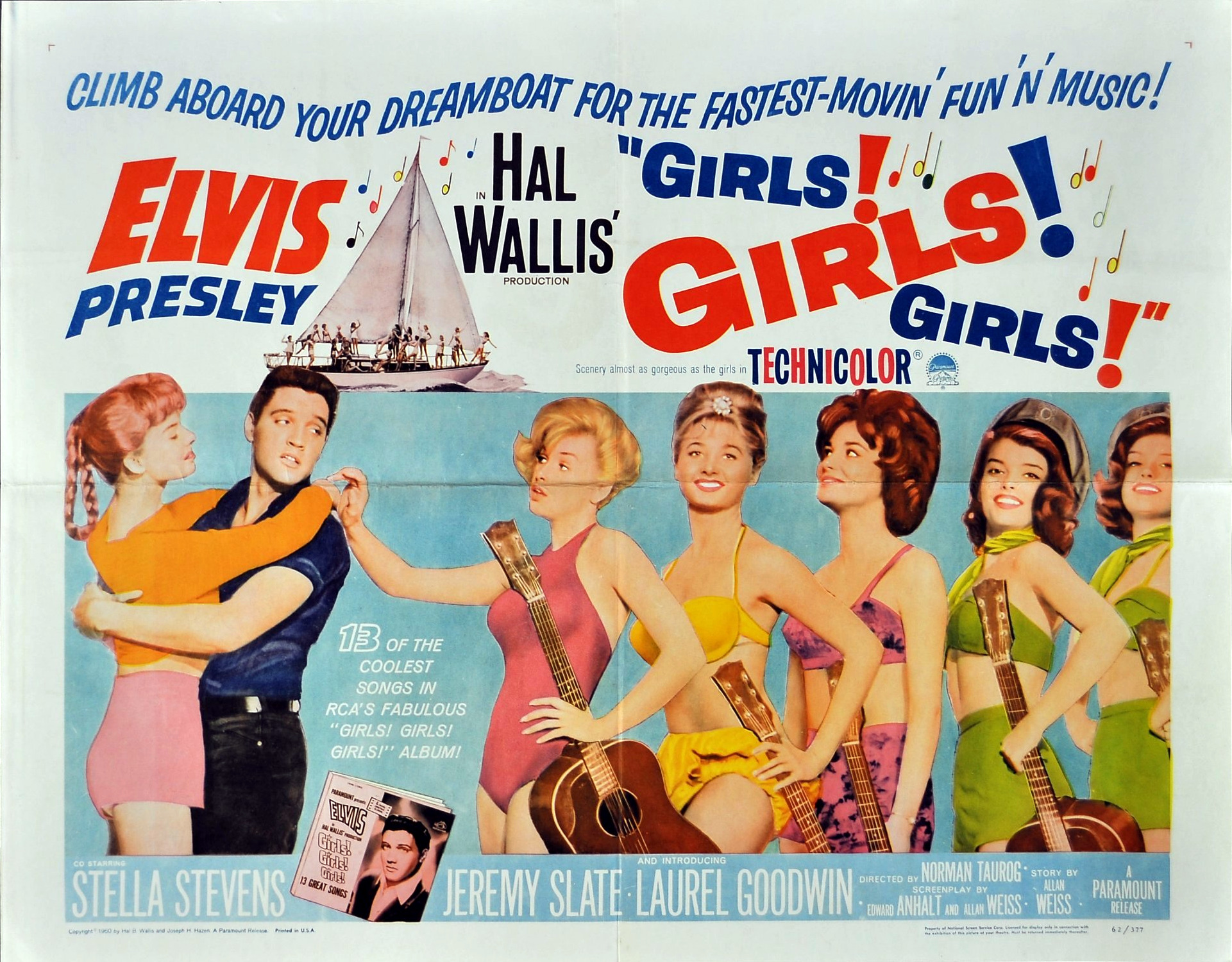
A Lányok! Lányok! Lányok! című film plakátján (1962)

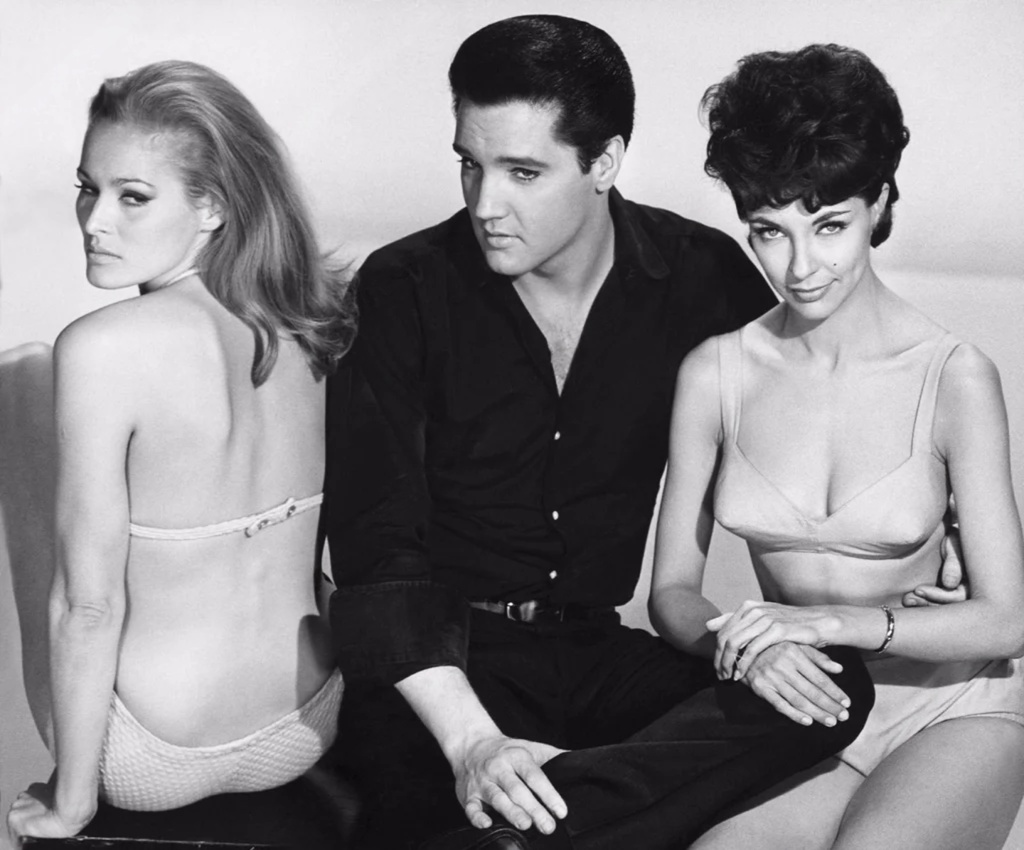
Ursula Andress, Elvis Presley és Elsa Cárdenas az Acapulcói kaland című filmben (1963)

- 1957 – Börtönrock (Jailhouse Rock)
- 1958 – Creole király (King Creole)
- 1960 – Katonablues (G.I. Blues)
- 1960 – Lángoló csillag (Flaming Star)
- 1961 – Wild in the Country
- 1961 – Kék Hawaii
- 1962 – Kövesd az álmod (Follow That Dream)
- 1962 – A Galahad-kölyök (Kid Galahad)
- 1962 – Girls! Girls! Girls!
- 1963 – It Happened at the World's Fair
- 1963 – Acapulcói kaland (Fun in Acapulco)
- 1964 – Kissin' Cousins
- 1964 – Viva Las Vegas!
- 1964 – Roustabout
- 1965 – Girls Happy
- 1965 – Tickle Me
- 1965 – Harum Scarum
- 1966 – Frankie és Johnny (Frankie and Johnny)
- 1966 – Paradise, Hawaiian Style
- 1966 – Spinout
- 1967 – Easy Come, Easy Go
- 1967 – Double Trouble
- 1967 – Veszélyes játékok (Clambake)
- 1968 – Stay away, Joe
- 1968 – Speedway
- 1968 – Live a Little, Love a Little
- 1969 – Charro!
- 1969 – The Trouble with Girls
- 1969 – Change of Habit

### Koncertfilmek
- 1968 – Elvis ('68 Comeback Special)
- 1970 – That's The Way It Is
- 1972 – Elvis on Tour
- 1973 – Aloha From Hawaii
- 1977 – Elvis in Concert